# تراموا بوخوم/گلزنکیرشن
تراموا بوخوم/گلزنکیرشن (آلمانی: Straßenbahnnetz Bochum/Gelsenkirchen) سیستم تراموا متمرکز بر دو شهر بوخوم و گلزنکیرشن آلمان است.
این تراموا که در سال ۱۸۹۴ تأسیس شده دارای ۶ خط و ۸۴ کیلومتر طول می‌باشد.

## نگارخانه

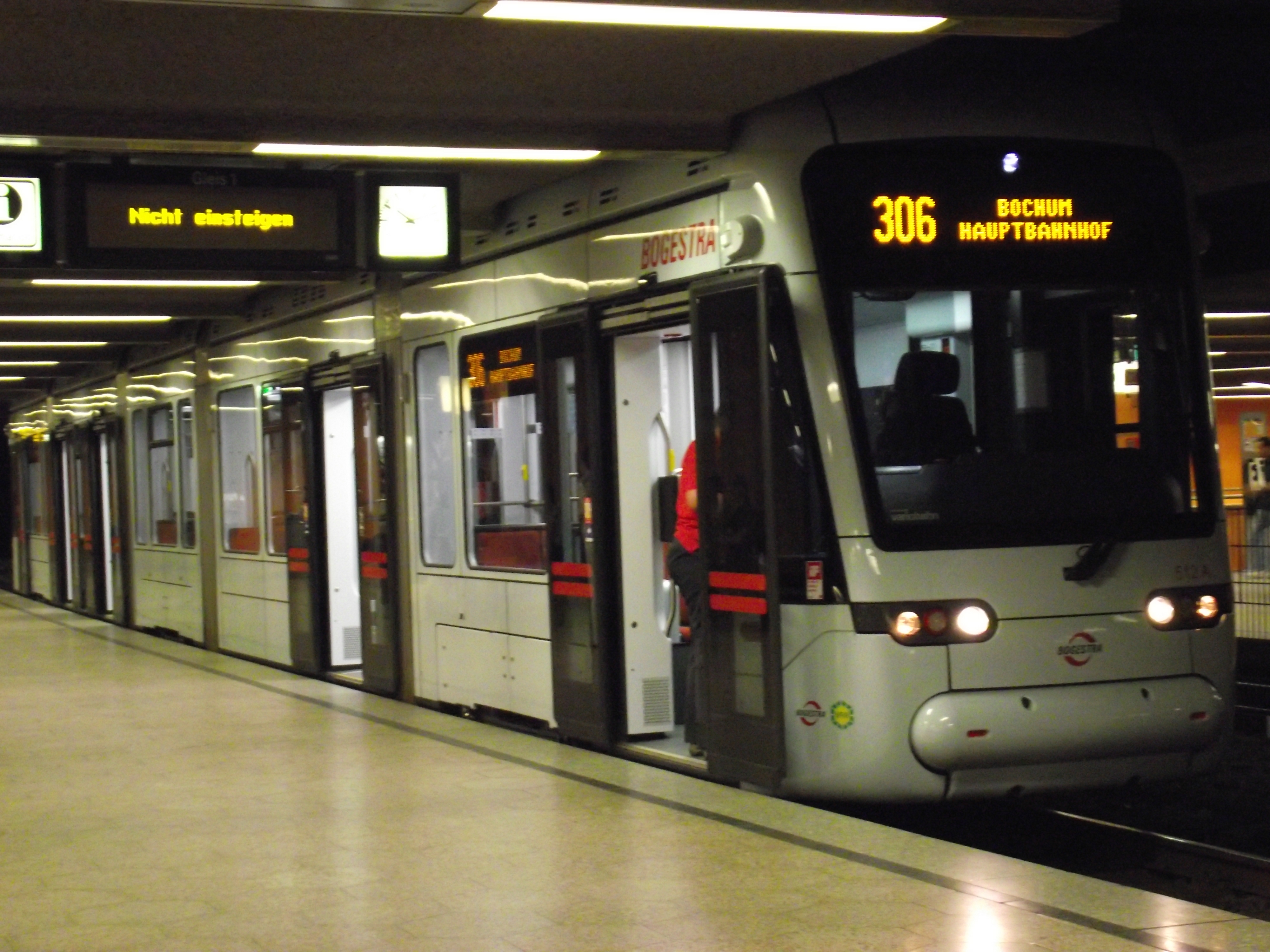
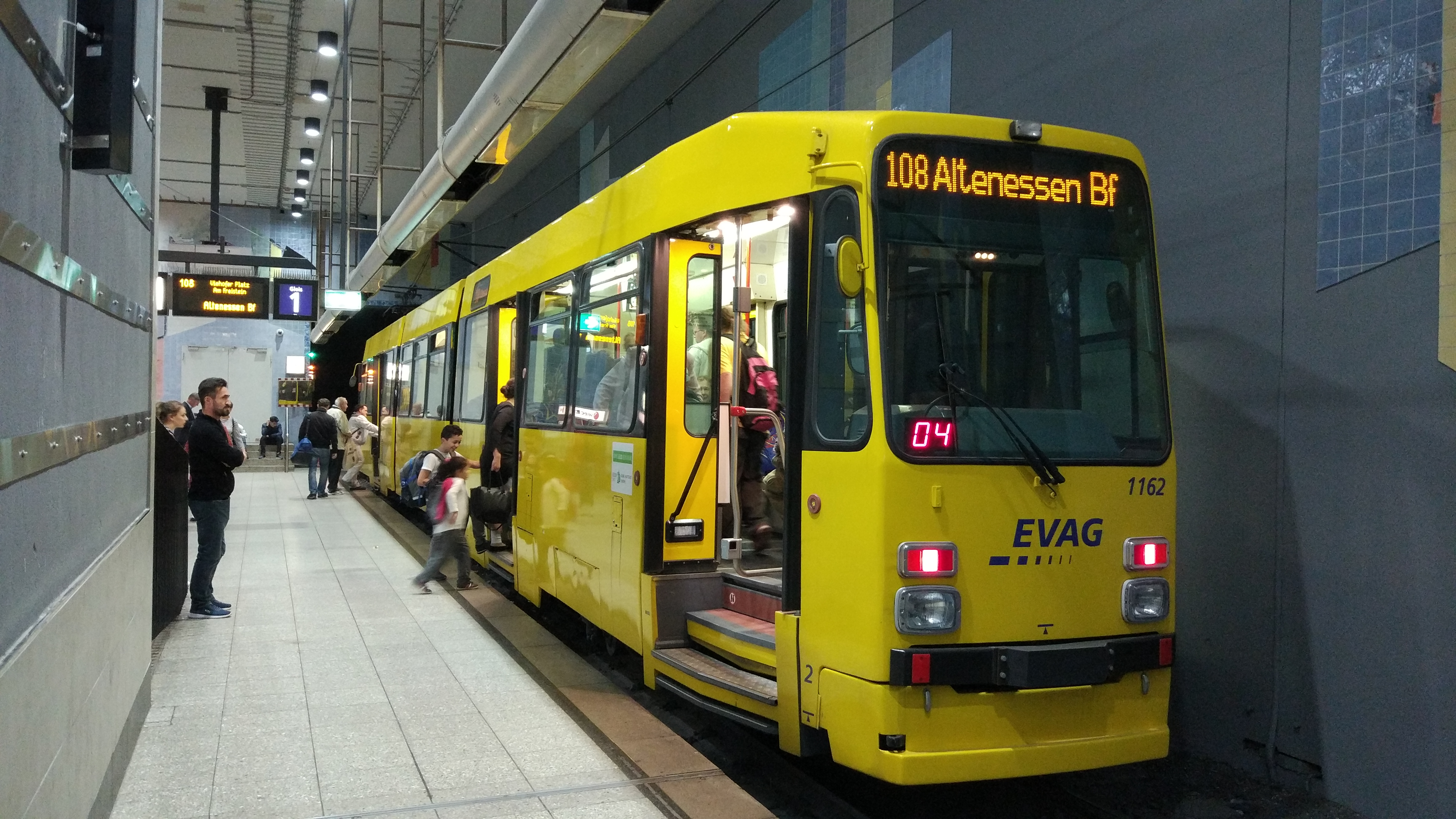
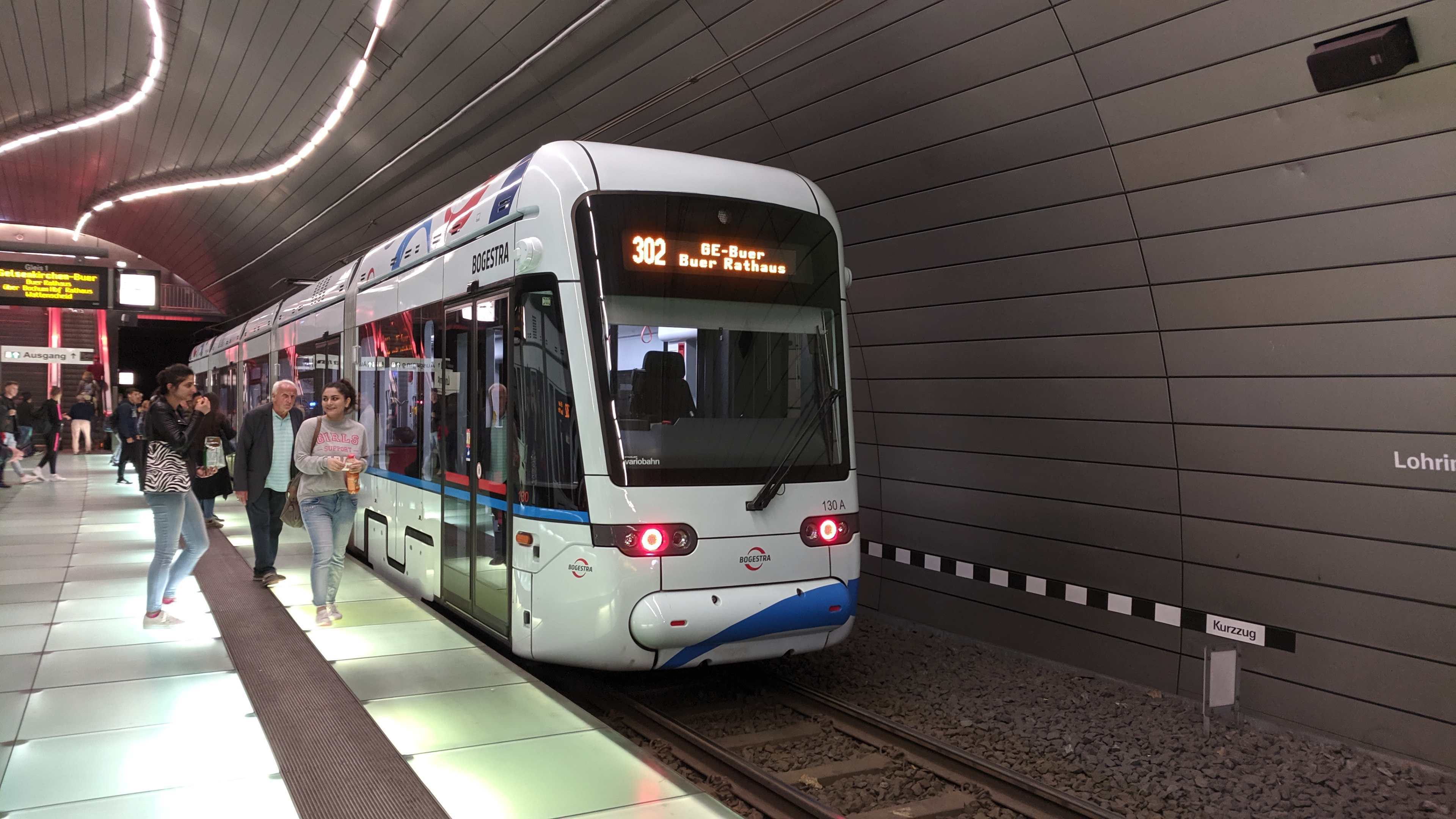
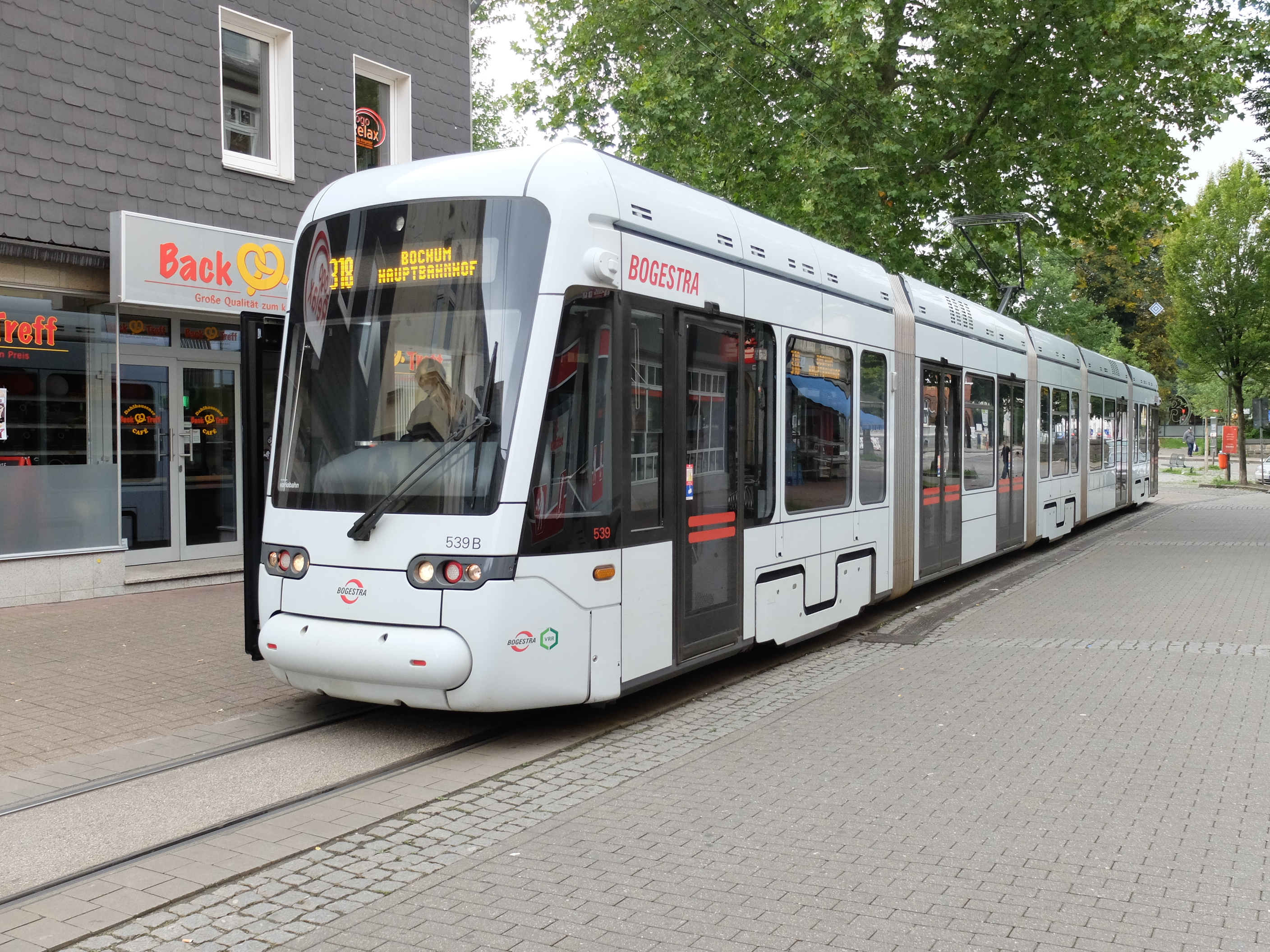